# Notiospathius bribri
Notiospathius bribri är en stekelart som beskrevs av Marsh 2002. Notiospathius bribri ingår i släktet Notiospathius och familjen bracksteklar. Inga underarter finns listade i Catalogue of Life.